# Agave palmeri
Agave palmeri ist eine Pflanzenart aus der Gattung der Agaven (Agave). Ein englischer Trivialname ist „Palmer’s Agave“.

## Beschreibung
Agave palmeri  formt offene Rosetten und bildet manchmal spärlich Ausläufer. Sie erreicht Wuchshöhen von 50 bis 120 Zentimetern und einen Durchmesser von 100 bis 120 Zentimetern. Die variablen, rinnigen, linealisch bis lanzettförmig, hellgrünen bis bläulich, Blätter sind 35 bis 75 cm lang und 7 bis 10 cm breit. Die welligen Blattränder sind variabel gezahnt. Der braune Enddorn ist 3 bis 6 cm lang.
Der rispige schlanke, breite, gerade Blütenstand wird 3 bis 5 m hoch. Die schmalen gelben bis grünlichen Blüten sind 45 bis 55 mm lang und erscheinen am oberen Teil des Blütenstandes an unregelmäßig angeordneten Verzweigungen. Die Blütenröhre ist 12 bis 14 mm lang.
Die länglich geformten dreikammerigen Kapselfrüchte sind 35 bis 60 mm lang und 18 bis 20 mm breit. Die flachen, schwarzen Samen sind 5 bis 7 mm lang und 4 bis 5 mm breit.
Die Blütezeit reicht von Juni bis August.
Die Chromosomenzahl beträgt 2n = 60.

## Systematik und Verbreitung
Agave palmeri wächst in Arizona und in New Mexico in den Vereinigten Staaten sowie in Mexiko in Sonora und Chihuahua an Kalksteinhängen, in Gras- und Waldland in 900 bis 1800 m Höhe. Sie ist vergesellschaftet mit zahlreichen Kakteen- und SukkulentenaArten.
Die Erstbeschreibung durch George Engelmann ist 1875 veröffentlicht worden.
Agave palmeri ist ein Vertreter der Sektion Ditepalae. Sie zeigt den für diese Sektion typischen, schlanken und offenen Blütenstand. Die Art ist nahe verwandt mit Agave chrysantha, mit der sie in Arizona hybridisiert, jedoch werden Unterschiede der Blatt- und Blütenstruktur deutlich. Die Art kann bei trockenem Stand kurze Frostperioden bis minus 8 °C vertragen und wird im Desert Botanic Garden in Arizona kultiviert.